# Уругвай на літніх Олімпійських іграх 1988
Уругвай брав участь у Літніх Олімпійських іграх 1988 року у Сеулі (Республіка Корея) учотирнадцяте за свою історію, але не завоював жодної медалі. Збірну країни представляла одна жінка.